# 体感
体感，或称躯体感觉等，解釋了生物感知觸覺的能力，也稱為觸覺刺激。觸覺的基礎是表面靈敏度的機械性部分。
觸覺是人類從胚胎在子宮內發育的第二個月開始的第一種感官能力。其他感官，例如聽覺和視覺，則發展得更晚。剛出生的嬰兒只能看到距其自身30厘米左右以內的事物，4週後聽覺才能完全發育。 但是在出生時，嬰兒會經歷溫差、乾燥的空氣和照顧者的移動。這種觸覺在嘴唇、舌頭和指尖上尤為明顯。因此，識別觸摸並對其進行分類是人們學習的第一語言。區分觸摸自己和触摸他人是重要的第一步。
體感是触觉、压觉、温觉、痛觉和本体感觉（关于肌肉和关节位置和运动、躯体姿势和运动以及面部表情的感觉）的总称。体感是和特殊感觉相对的一个概念。这些不同的体感模式源自不同类型的感受器。在哺乳类，体感的上行神经通路起源自身体不同部位的感受器，途经后柱-内侧丘系通路、脊髓丘脑前束、脊髓皮层前束和脊髓皮质后束，终于大脑皮层中央后回的体感皮层。
上行体感通路通常包括三个神经元：分别称为一级，二级和三级神经元。一级神经元的胞体位于脊髓后根神经节或三叉神经节或其它感觉性脑神经的神经节（头和颈部）。二级神经元的胞体位于脊髓或脑干内，其轴突将交叉并进入对侧丘脑。三级神经元的胞体位于丘脑腹后核，其轴突终于大脑皮质后中央回，即初级体感皮层。
初级体感皮层对应于Brodmann分区系统3，2，1区。初级体感皮层内的区域与身体区域存在对应关系，这个关系称为体感皮质定位（Somatotopy）。传入体感信息较多的身体区域获得的皮层代表区域较大。比如手部在初级体感皮层中的代表区域比背部的大。体感皮质定位可用“体感小人”（Somatosensory homunculus）来表示。